# Carwyn Jones
Pour les articles homonymes, voir Howell et Jones.
Carwyn Howell Jones, né le 21 mars 1967 à Swansea, est un homme d'État britannique du Pays de Galles, dont il est Premier ministre (First Minister) du 10 décembre 2009 au 12 décembre 2018. Il entre à la chambre des Lords en janvier 2025.

## Vie professionnelle
Après avoir étudié à l'université d'Aberystwyth, il suit une formation d'avocat plaidant (barrister) à l'école de droit des Inns of Court, à Londres, et réussit son examen du barreau en 1989 à Gray's Inn.
Il commence ensuite à travailler dans un cabinet de Swansea, où il reste dix ans, et se spécialise dans les domaines du droit de la famille, droit pénal et préjudice moral. Il est également, pendant deux ans, tuteur à l'université de Cardiff pour les élèves préparant l'accession au barreau.

## Vie politique

### Premiers mandats
Ayant rejoint le Parti travailliste (Labour Party) lors de la grève des mineurs de 1984-1985, il est élu membre du conseil du comté municipal de Bridgend, où il préside le groupe travailliste. En 1999, il devient député à l'Assemblée nationale du pays de Galles.

### Ministre gallois de l'Agriculture
Il entre au gouvernement du Pays de Galles le 15 février 2000, au poste de ministre de l'Agriculture et du Développement rural, lorsque Rhodri Morgan remplace Alun Michael. Il est alors responsable, en outre, de l'environnement, de l'urbanisme et du développement durable. Au cours de son premier mandat, il est notamment chargé de la réaction galloise à l'épidémie de fièvre aphteuse de 2001. À la suite des élections de 2003, il voit son titre ministériel transformé en ministre de l'Environnement et des Affaires rurales, puis ministre de l'Environnement, de l'Aménagement du territoire et du Monde rural lors du remaniement ministériel de septembre 2005.

### 2007: deux postes en deux mois
Après les élections législatives galloises de 2007, il change de portefeuille et devient, le 25 mai, ministre de l'Éducation, de la Culture et de la Langue galloise dans le nouveau gouvernement minoritaire de Morgan, réunissant les compétences du ministère de l'Éducation et de la Formation et du ministère de la Culture et des Sports.
Toutefois, le Parti travailliste trouve un accord avec le Plaid Cymru (PC) dès le 19 juillet et Jones est de nouveau muté, prenant alors le nouveau poste de conseiller général (Counsel General) et de chef parlementaire.

### Premier ministre gallois
Lorsque, en septembre 2009, Rhodri Morgan annonce sa volonté de quitter la direction du gouvernement et du Parti travailliste du Pays de Galles (WLP), il fait connaître son intention de lui succéder et se lance alors dans la campagne, tout comme la ministre de la Santé Edwina Hart et Huw Lewis. Il remporte l'élection le 1er décembre avec plus de 50 % des voix.
Le 9 décembre suivant, Carwyn Jones est nommé Premier ministre (First Minister) du Pays de Galles et reconduit alors la coalition gouvernementale unissant son parti au PC. Il devient, le 11 mai 2010, le doyen des ministres et hauts responsables gouvernementaux travaillistes, à la suite de la démission de Gordon Brown.

#### Démission
Mis sous pression à la suite du suicide en novembre 2017 de Carl Sargeant, ancien ministre de l'Éducation de son gouvernement contraint à la démission après une affaire de mœurs, Carwyn Jones annonce son intention de quitter son poste de Premier ministre du Pays de Galles le 21 avril 2018. Mark Drakeford lui succède le 12 décembre 2018.
Il est nommé pair à vie et entre à la chambre des Lords le 23 janvier 2025.

## Vie privée
Il grandit à Bridgend dans une famille maîtrisant parfaitement le gallois. Il est marié avec Lisa Jones, née en Irlande, avec qui il a deux enfants.